# 약한 전하
핵물리학과 원자물리학에서 약한 전하(영어: Weak charge) 또는 드물게 중성 약한 전하(영어: neutral weak charge)는 입자의 표준 모형 약한 상호작용이 Z보손에 결합하는 것을 의미한다. 예를 들어, 주어진 핵 동위원소의 총 약한 전하는 중성자당 약 -0.99이고 양성자당 +0.07이다. 또한 전자 산란 중 패리티 위반의 효과를 보여준다.
이 용어는 때때로 약한 아이소스핀 또는 약한 초전하와 같은 다른 양을 지칭하는 데에도 사용되는데, 이 문서에서는 페르미온이 Z보손에 결합하는 벡터의 정도(즉, 약한 중성 흐름의 결합 강도)를 측정하는 양으로 약한 전하를 사용한다.

## 경험적 공식
2017년 측정값에 따르면 양성자의 약한 전하는 0.0719±0.0045이다.
약한 전하는 원자핵에서 합산될 수 있으므로, 133Cs (양성자 55개, 중성자 78개)에 대해 예측되는 약한 전하는 55×(+0.0719) + 78×(−0.989) = −73.19이며, 패리티 위반 전자 산란 측정에서 실험적으로 결정된 값은 −72.58이다.
최근 연구에서는 네 가지 짝수 동위 원소 이터븀을 사용하여 약한 전하에 대한 다음 공식을 시험했다.  Qw = −0.989 N + 0.071 Z . 여기서 N은 중성자 수를, Z는 양성자 수를 나타낸다. 이 공식은 170Yb, 172Yb, 174Yb, 176Yb를 사용하여 0.1% 정확도로 일치하는 것으로 나타났다.
이터븀 실험에서 원자는 전기장과 자기장 내에서 레이저 빛에 의해 여기되었고, 그 결과 패리티 위반이 관찰되었다. 관찰된 특정 전이는 6s2 1S0에서 5d6s 3D1 (24489 cm−1)로의 금지된 전이였다. 후자의 상태는 약한 상호작용으로 인해 핵 약한 전하에 비례하는 정도로 6s6p 1P1 (25068 cm−1)와 섞여 있었다.

## 입자 값
이 표는 전하(이 문서에서는  {\displaystyle Q_{\epsilon }})로 언급되는 광자와의 결합)의 값을 제공한다. 또한 약한 전하 {\displaystyle Q_{\mathsf {w}}}(Z보손이 페르미온에 결합하는 벡터 부분), 약한 아이소스핀 {\displaystyle T_{3}}(W보손과의 결합), 약한 초전하 {\displaystyle Y_{\mathsf {w}}}(이론적인 B보손과의 결합) 및 근사적인 Z보손 결합 인자("이론" 섹션의 {\displaystyle Q_{\boldsymbol {\mathsf {L}}}} 및 {\displaystyle Q_{\boldsymbol {\mathsf {R}}}})도 나열되어 있다.
다른 {\displaystyle \ \theta _{\mathsf {w}}\ } 값에 대해 표시된 변수 보정 항을 추가하지 않으면, 약한 전하에 대한 표의 상수 값은 근사값일 뿐이다. 이 값들은 와인버그 각 {\displaystyle \ \theta _{\mathsf {w}}=30^{\circ }\ ,}이며 {\displaystyle \ \sin ^{2}\theta _{\mathsf {w}}={\tfrac {1}{4}}~.} 인 에너지를 가진 입자들에 대해서는 정확하다. 이 값은 입자 가속기에서 관찰되는 일반적인 약 29° 각도와 매우 가깝다. 포함된 공식은 와인버그 각 {\displaystyle \ \theta _{\mathsf {w}}\ ,}가 알려진 경우에 대해 더 정확한 값을 제공한다.
| 스핀 J | 입자                                    | 약한 전하 {\displaystyle Q_{\mathsf {w}}=2Q_{L}+2Q_{R}} | 전하 {\displaystyle Q~{\mathsf {or}}~Q_{\epsilon }} | 약한 아이소스핀 {\displaystyle T_{3}} | 약한 아이소스핀 {\displaystyle T_{3}} | 약한 초전하 {\displaystyle Y_{\mathsf {w}}} | 약한 초전하 {\displaystyle Y_{\mathsf {w}}} | Z 보손 결합                                           | Z 보손 결합                                             |
| 스핀 J | 입자                                    | 약한 전하 {\displaystyle Q_{\mathsf {w}}=2Q_{L}+2Q_{R}} | 전하 {\displaystyle Q~{\mathsf {or}}~Q_{\epsilon }} | 왼쪽                                  | 오른쪽                                | 왼쪽                                        | 오른쪽                                      | {\displaystyle 2\ Q_{\boldsymbol {\mathsf {L}}}} 왼쪽 | {\displaystyle 2\ Q_{\boldsymbol {\mathsf {R}}}} 오른쪽 |
| ------ | --------------------------------------- | ------------------------------------------------------- | --------------------------------------------------- | ------------------------------------- | ------------------------------------- | ------------------------------------------- | ------------------------------------------- | ----------------------------------------------------- | ------------------------------------------------------- |
| ⁠ 1 /2⁠  | e−, μ− , τ− 전자, 뮤온, 타우            | −1 + 4 sin2 θw ≈ 0                                      | −1                                                  | ⁠−+ 1 /2⁠                               | 0                                     | −1                                          | −2                                          | −1 + 2 sin2 θw ≈ ⁠−+ 1 /2⁠                              | 2 sin2 θw ≈ ⁠+ 1 /2⁠                                      |
| ⁠ 1 /2⁠  | u, c, t 위 쿼크, 맵시 쿼크, 꼭대기 쿼크 | +1 − ⁠ 8 /3⁠ sin2 θw ≈ ⁠+ 1 /3⁠                             | ⁠+ 2 /3⁠                                              | ⁠+ 1 /2⁠                                | 0                                     | ⁠+ 1 /3⁠                                      | ⁠+ 4 /3⁠                                      | 1 − ⁠ 4 /3⁠ sin2 θw ≈ ⁠+ 2 /3⁠                            | ⁠−+ 4 /3⁠ sin2 θw ≈ ⁠−+ 1 /3⁠                               |
| ⁠ 1 /2⁠  | d, s, b 아래 쿼크, 기묘 쿼크, 바닥 쿼크 | −1 + ⁠ 4 /3⁠ sin2 θw ≈ ⁠−+ 2 /3⁠                            | ⁠−+ 1 /3⁠                                             | ⁠−+ 1 /2⁠                               | 0                                     | ⁠+ 1 /3⁠                                      | ⁠−+ 2 /3⁠                                     | −1 + ⁠ 2 /3⁠ sin2 θw ≈ ⁠−+ 5 /6⁠                          | ⁠+ 2 /3⁠ sin2 θw ≈ ⁠+ 1 /6⁠                                 |
| ⁠ 1 /2⁠  | νe, νμ, ντ 중성미자s                    | +1                                                      | 0                                                   | ⁠+1/2⁠                                  | 0                                     | −1                                          | 0                                           | +1                                                    | 0                                                       |
| 1      | g, γ, Z0, 글루온, 광자, 및 Z 보손,      | 0                                                       | 0                                                   | 0                                     | 0                                     | 0                                           | 0                                           | 0                                                     | 0                                                       |
| 1      | W+ W 보손                               | +2 − 4 sin2 θw ≈ +1                                     | +1                                                  | +1                                    | +1                                    | 0                                           | 0                                           | +2 − 4 sin2 θw ≈ +1                                   | +2 − 4 sin2 θw ≈ +1                                     |
| 0      | H0 힉스 보손                            | −1                                                      | 0                                                   | ⁠−+ 1 /2⁠                               | ⁠−+ 1 /2⁠                               | +1                                          | +1                                          | −1                                                    | −1                                                      |

1. 1 2 3 4  (일반) 페르미온 전하만 나열되어 있다. 해당 반페르미온의 경우 전하  Qϵ 는 크기는 같지만 부호는 반대이다. "왼쪽" 및 "오른쪽"으로 부제가 붙은 열을 가진 약한 아이소스핀 T3 및 약한 초전하 Yw와 같은 다른 전하는 부호가 반전되는 동시에 좌우가 바뀐다.
2. 1 2 3  "비활성 중성미자"는 표준 모형에 포함되지 않았고 실험적으로 확인되지 않았지만, 만약 실제로 존재한다면, 표시된 대로 전하와 약한 아이소스핀에 0 값을 부여하는 것은 어떤 전기약 상호작용에도 참여하지 않음을 나타내는 간단한 방법이며, 다른 모든 기본 페르미온과 일치하는 방식으로 그렇게 한다.
3. 1 2 3
4. ↑  글루온은 강한 상호작용의 색전하와 스핀만 가지고 있다. 글루온의 전기약 전하는 모두 0이지만, 색전하는 글루온에게는 구별되는 반입자를 부여한다(자세한 내용은 글루온 참조).  엄밀히 말하면, 글루온은 이 표에서 설명하는 전기약 상호작용 입자들 중에는 문맥에서 벗어나 있다. 그러나 세 가지 전기적으로 중성인 기본 벡터 보손의 전기약 전하가 모두 0이므로, 이 표의 동일한 행에 모두 수용될 수 있어, 이 표가 현재 표준 모형에 포함된 모든 기본 입자의 완전한 목록을 보여줄 수 있도록 한다.
5. 1 2  광자와 Z 보손의 모든 종류의 양자 전하는 모두 0이므로, 광자와 Z 보손은 자신의 반입자이다. 이들은 "진정 중성 입자"이며, 특히 진정 중성 벡터 보손이다.

자체적으로 전하를 가지지 않지만, 광자와 Z 보손은 관련 양자 전하를 가진 입자들과 상호작용한다. 광자(γ)의 경우 전하( Qϵ ), Z 보손(Z0})의 경우 왼쪽 및 오른쪽 약한 전하(QL, QR). 이들은 다른 γ 또는 Z0와 직접 상호작용할 수 없으며, 극히 높은 에너지 수준을 제외하고는 보통 다른 γ 또는 Z0와 전혀 상호작용하지 않는다. 그러나 양자 불확정성 때문에 낮은 에너지의 입자도 잠시 입자-반입자 쌍으로 분리될 수 있다. 이 각 쌍은 γ와 상호작용하는 데 필요한 전하 또는 Z0와 상호작용하는 데 필요한 왼쪽 또는 오른쪽 약한 전하, 또는 둘 다를 가진다. 상호작용이 일어난 후, 입자-반입자 쌍은 원래 분리되었던 동일한 γ 또는 Z0 입자로 재결합하여, 중간 쌍(어떤 것이든)이 관찰되는 것을 불가능하게 한다. 유일하게 관찰되는 효과는 재결합된 입자의 운동량 변화이다. 이 사라지는 현상 때문에 직접적인 Z0-Z0 또는 Z0-γ 또는 γ-γ 상호작용이 일어난 것처럼 보인다.  일반적인 낮은 에너지에서는 우연하고 덧없는 쌍생성 사건에 의존하기 때문에, 중성 벡터 보손이 다른 중성 벡터 보손과 상호작용하는 이러한 종류의 상호작용은 너무 희귀하여 기술적으로는 약간 가능하더라도 사실상 불가능한 것으로 취급되며 무시된다. 따라서 표의 중성 약한 보손(γ, Z0) 행에 대한 일괄적인 0 값은 거의 정확히 0이지만, 일부는 표시된 대로 정확히 0이 아니다.
6. ↑  W+ 보손의 전하만 나열되어 있다. 반입자 W−에 대한 값은 부호가 반대이거나(또는 0으로 유지된다). 모든 입자-반입자 쌍에 동일한 규칙이 적용된다. 이들의 "전하"와 같은 양자수는 같고 반대이다.  W 보손은 전하와 약한 전하를 모두 가지고 있기 때문에 광자와 Z 보손 모두와 상호작용할 수 있다. 같은 이유로 자기 상호작용도 할 수 있다.

간결성을 위해 표는 반입자를 생략한다. 나열된 모든 입자(전하를 띠지 않는 보손인 광자, Z 보손, 글루온, 힉스 보손 제외)는 동일한 질량과 반대 전하를 가진 반입자를 가진다. 표의 모든 0이 아닌 부호는 반입자의 경우 반전되어야 한다. 페르미온(상위 네 행)에 대해 "왼쪽" 및 "오른쪽"으로 표시된 쌍으로 된 열은 부호가 반전되는 것에 더하여 서로 교환되어야 한다.
모든 왼손형 (일반) 페르미온과 오른손형 반페르미온은 {\displaystyle \ T_{3}=\pm {\tfrac {1}{2}}\ ,} 이므로 W 보손과 상호작용한다. 이들은 "올바른" 손을 가졌다고 할 수 있다 (즉, W± 상호작용에 대해 "올바른" 손성을 가진다). 반면, 오른손형 페르미온과 왼손형 반페르미온은 약한 아이소스핀이 0이므로 W 보손과 상호작용하지 않는다 (전기적 상호작용 제외). 따라서 이들은 "잘못된" 손을 가졌다고 할 수 있다 (즉, W± 상호작용에 참여하기에 "잘못된" 손성을 가진다). "올바른" 손을 가진 페르미온은 아이소스핀 이중항으로 조직되는 반면, "잘못된" 손을 가진 페르미온은 아이소스핀 단일항으로 표현된다. "잘못된" 손을 가진 입자는 W 보손과 상호작용하지 않지만 (전하 흐름 상호작용 없음), 존재하는 것으로 알려진 모든 "잘못된" 손을 가진 페르미온은 Z 보손과 상호작용한다 (중성 흐름 상호작용).
"잘못된" 손을 가진 중성미자(비활성 중성미자)는 아직 관찰되지 않았지만, 기존 탐지기로는 보이지 않으므로 여전히 존재할 수 있다. 비활성 중성미자가 존재한다고 가정하면, 중성미자에 질량을 제공할 수 있는 몇 가지 이론적 메커니즘에서 역할을 할 수 있다고 추측된다 (시소 메커니즘 참조). 위에서 언급한, Z0가 모든 페르미온과 상호작용한다는 진술은 비활성 중성미자가 실험적으로 감지된다면 예외를 삽입해야 할 것이다.
질량을 가진 페르미온은 (아마도) 중성미자를 제외하고는 – 항상 왼손형 및 오른손형 상태의 양자 중첩으로 존재하며, 순수한 카이랄 상태로는 존재하지 않는다. 이러한 혼합은 힉스 장과의 상호작용으로 인해 발생하는데, 힉스 장은 0이 아닌 진공 기댓값으로 인해 약한 아이소스핀 및 초전하의 무한한 공급원 및 싱크 역할을 한다 (자세한 내용은 힉스 메커니즘 참조).

## 이론적 근거
약한 전하 공식은 표준 모형에서 유도되며 다음과 같이 주어진다.
{\displaystyle ~Q_{\mathsf {w}}~=~2\,T_{3}-Q_{\epsilon }\,4\,\sin ^{2}\theta _{\mathsf {w}}~\approx ~2\,T_{3}-Q_{\epsilon }\;,\qquad {\mathsf {or}}\qquad ~Q_{\mathsf {w}}+Q_{\epsilon }~\approx ~2\,T_{3}~=~\pm 1;~}
여기서 {\displaystyle ~Q_{\mathsf {w}}~}는 약한 전하이며,
{\displaystyle T_{3}}는 약한 아이소스핀이며,
{\displaystyle \theta _{\mathsf {w}}}는 와인버그 각이고, {\displaystyle \,Q_{\epsilon }\,}는 전하이다.
약한 전하에 대한 근사값은 일반적으로 유효한데, 이는 약한 혼합 각도가 일반적으로  29° ≈ 30° , 이고 {\displaystyle \ 4\sin ^{2}30^{\circ }=1\ ,} 이며 {\displaystyle \;4\sin ^{2}29^{\circ }\approx 0.940\ ,} 로 단지  17분의 1보다 조금 더 큰 차이가 나기 때문이다.

### 더 큰 복합 양성자 및 중성자로의 확장
이 관계는 쿼크와 렙톤 (기본 입자)에만 직접 적용된다. 이는 약한 아이소스핀이 양성자 및 중성자와 같은 복합 입자에 대해 명확하게 정의되지 않기 때문이며, 부분적으로 약한 아이소스핀이 보존되지 않기 때문이다. 양성자의 약한 아이소스핀을 ⁠++1/2⁠로, 중성자의 약한 아이소스핀을 ⁠−+1/2⁠로 설정하면 약한 전하의 근사값을 얻을 수 있다. 동일하게, 구성 쿼크의 약한 전하를 합산하여 동일한 결과를 얻을 수 있다.
따라서 중성자에 대한 계산된 약한 전하는 다음과 같다.
{\displaystyle Q_{\mathsf {w}}=2\,T_{3}-4\,Q_{\epsilon }\,\sin ^{2}\theta _{\mathsf {w}}=2\cdot \left(-{\tfrac {1}{2}}\right)=-1~\approx ~-0.99~.}
위 공식과 29°의 약한 혼합 각도를 사용하여 계산된 양성자의 약한 전하는 다음과 같다.
{\displaystyle Q_{\mathsf {w}}=2\,T_{3}-4\,Q_{\epsilon }\,\sin ^{2}\theta _{\mathsf {w}}~=~2\;{\tfrac {1}{2}}-4\,\sin ^{2}29^{\circ }~\approx ~1-0.94016~=~0.05983\approx 0.06\approx 0.07~,}
전하를 띤 렙톤의 거의 0에 가까운 총 약한 전하와 유사하게 매우 작은 값이다 (위 표 참조).
그러나 핵자에 대한 완전한 이론적 계산을 수행할 때 수정 사항이 발생한다. 특히, 나무 수준을 넘어선 파인만 도형(즉, 루프를 포함하는 도형)을 평가할 때, 약한 혼합 각도는 재규격화군에 의한 결합 상수의 흐름과 핵자가 복합 입자라는 사실로 인해 운동량 규모에 따라 달라진다.

### 약한 초전하Yw와의 관계
약한 초전하 Yw는 다음과 같이 주어진다.
{\displaystyle Y_{\mathsf {w}}=2\,(Q_{\epsilon }-T_{3})~}
약한 초전하  Yw , 약한 전하  Qw , 및 전하 {\displaystyle \,Q\equiv Q_{\epsilon }\,}는 다음 관계를 가진다.
{\displaystyle Q_{\mathsf {w}}+Y_{\mathsf {w}}=2\,Q_{\epsilon }\left(1-2\ \sin ^{2}\theta _{\mathsf {w}}\right)=2\,Q_{\epsilon }\,\cos \left(2\,\theta _{\mathsf {w}}\right)\ ,}
또는 동등하게
{\displaystyle Q_{\mathsf {w}}+Y_{\mathsf {w}}=Q_{\epsilon }+Q_{\epsilon }\left(1-4\ \sin ^{2}\theta _{\mathsf {w}}\right)\approx Q_{\epsilon }+0\ ,}
여기서 {\displaystyle ~Y_{\mathsf {w}}~}는 왼손형 페르미온 및 오른손형 반페르미온에 대한 약한 초전하이며, 따라서
{\displaystyle Q_{\mathsf {w}}+Y_{\mathsf {w}}\approx Q_{\epsilon }~,}
일반적인 경우, 약한 혼합 각도가 약 30°일 때 그렇다.

### 유도
페르미온과 Z 보손 및 광자의 표준 모형 결합은 다음과 같이 주어진다.
{\displaystyle {\mathcal {L}}_{\mathrm {int} }~=~-{\bar {\Psi }}_{\boldsymbol {\mathsf {L}}}\,\left[\left(Q_{\epsilon }\,-\,T_{3}\right)\,{\frac {e}{\;\cos \theta _{\mathsf {w}}}}\,B_{\mu }~+~T_{3}\,{\frac {e}{\;\sin \theta _{\mathsf {w}}\,}}W_{\mu }^{3}\;\right]\,{\bar {\sigma }}^{\mu }\,\Psi _{\boldsymbol {\mathsf {L}}}~-~{\bar {\Psi }}_{\boldsymbol {\mathsf {R}}}\,\left[\,Q_{\epsilon }{\frac {e}{\;\cos \theta _{\mathsf {w}}\;}}\,B_{\mu }\,\right]\,\sigma ^{\mu }\,\Psi _{\boldsymbol {\mathsf {R}}}~,}
여기서
- {\displaystyle ~\Psi _{\mathsf {L}}~}와 {\displaystyle ~\Psi _{\boldsymbol {\mathsf {R}}}~}은 각각 왼손형 및 오른손형 페르미온 장이며,
- {\displaystyle ~B_{\mu }~}는 B 보손 장, {\displaystyle ~W_{\mu }^{3}~}는 W3 보손 장이며,
- {\displaystyle ~e={\sqrt {4\pi \alpha }}~}는 합리화된 플랑크 단위로 표현된 기본 전하이다.

확장은 바일 방정식에서 파생된 (대부분 암시적인) 파울리 행렬을 기저 벡터로 사용한다.
{\displaystyle \sigma ^{\mu }={\Bigl (}\,I\,,\;~~\sigma ^{1}\,,\;~~\sigma ^{2}\,,\;~~\sigma ^{3}\,{\Bigr )}~}
및
{\displaystyle {\bar {\sigma }}^{\mu }={\Bigl (}\,I\,,\;-\sigma ^{1}\,,\;-\sigma ^{2}\,,\;-\sigma ^{3}\,{\Bigr )}~}
B와 W3 보손에 대한 장은 Z 보손 장 {\displaystyle Z_{\mu },}와 전자기장 {\displaystyle A_{\mu }} (광자)와 다음과 같이 관련된다.
{\displaystyle ~B_{\mu }=\left(\,\cos \theta _{\mathsf {w}}\,\right)\,A_{\mu }-\left(\,\sin \theta _{\mathsf {w}}\,\right)Z_{\mu }~}
및
{\displaystyle W_{\mu }^{3}=\left(\,\cos \theta _{\mathsf {w}}\,\right)Z_{\mu }~+~\left(\,\sin \theta _{\mathsf {w}}\,\right)\,A_{\mu }~.}
이 관계들을 위 방정식과 결합하고 {\displaystyle Z_{\mu }}와 {\displaystyle ~A_{\mu }~,}로 분리하면 다음을 얻는다.
{\displaystyle {\begin{aligned}{\mathcal {L}}_{\mathrm {int} }~=~-{\bar {\Psi }}_{\boldsymbol {\mathsf {L}}}\left[\;\left(\,Q_{\epsilon }\,-\,T_{3}\,\right){\frac {e}{\;\cos \theta _{\mathsf {w}}\;}}\left(\;\cos \theta _{\mathsf {w}}\,A_{\mu }-\sin \theta _{\mathsf {w}}\,Z_{\mu }\;\right)\,+\,T_{3}{\frac {e}{\;\sin \theta _{\mathsf {w}}\;}}\left(\;\cos \theta _{\mathsf {w}}Z_{\mu }\,+\,\sin \theta _{\mathsf {w}}\,A_{\mu }\;\right)\right]{\bar {\sigma }}^{\mu }\Psi _{\boldsymbol {\mathsf {L}}}\\-{\bar {\Psi }}_{\boldsymbol {\mathsf {R}}}{\biggl [}Q_{\epsilon }\,{\frac {e}{\;\cos \theta _{\mathsf {w}}\;}}\left(\,\cos \theta _{\mathsf {w}}\,A_{\mu }\,-\,\sin \theta _{\mathsf {w}}\,Z_{\mu }\,\right)\;{\biggr ]}\sigma ^{\mu }\Psi _{\boldsymbol {\mathsf {R}}}\\\\~=~-~e\,{\bar {\Psi }}_{\boldsymbol {\mathsf {L}}}\left[\;Q_{\epsilon }\,A_{\mu }\,+\,\left(\;T_{3}\,-\,Q_{\epsilon }\sin ^{2}\theta _{\mathsf {w}}\;\right){\frac {1}{\;\cos \theta _{\mathsf {w}}\sin \theta _{\mathsf {w}}\;}}\;Z_{\mu }\;\right]{\bar {\sigma }}^{\mu }\Psi _{\boldsymbol {\mathsf {L}}}\\~-~e\,{\bar {\Psi }}_{\boldsymbol {\mathsf {R}}}\left[\;Q_{\epsilon }\,A_{\mu }\,-\,Q_{\epsilon }\sin ^{2}\theta _{\mathsf {w}}\;{\frac {1}{\;\cos \theta _{\mathsf {w}}\,\sin \theta _{\mathsf {w}}\;}}\;Z_{\mu }\;\right]\sigma ^{\mu }\Psi _{\boldsymbol {\mathsf {R}}}~.\end{aligned}}}
왼손형 및 오른손형 페르미온 모두에 존재하는 {\displaystyle Q_{\epsilon }\,A_{\mu }} 항은 잘 알려진 전자기 상호작용을 나타낸다. Z 보손과 관련된 항은 페르미온의 카이랄성에 따라 달라지므로 두 가지 다른 결합 강도가 존재한다.
{\displaystyle ~Q_{\boldsymbol {\mathsf {L}}}=T_{3}-Q_{\epsilon }\sin ^{2}\theta _{\mathsf {w}}\quad }
및
{\displaystyle \quad Q_{\boldsymbol {\mathsf {R}}}=-Q_{\epsilon }\sin ^{2}\theta _{\mathsf {w}}~.}
그러나 왼손형 및 오른손형 페르미온을 개별적으로 취급하는 대신 페르미온을 단일 입자로 취급하는 것이 더 편리하다. 이 유도에서는 바일 기저를 선택한다.
{\displaystyle {\boldsymbol {\Psi }}\equiv {\begin{pmatrix}\Psi _{\boldsymbol {\mathsf {L}}}\\\Psi _{\boldsymbol {\mathsf {R}}}\end{pmatrix}}~,\qquad \gamma ^{\mu }\equiv {\begin{pmatrix}0&\sigma ^{\mu }\\{\bar {\sigma }}^{\mu }&0\end{pmatrix}}\quad {\text{ for }}~\mu =0,1,2,3~;} {\displaystyle \qquad \gamma ^{5}\equiv {\begin{pmatrix}-I&0\\~~0&I\end{pmatrix}}~.}
따라서 위 식은 다음과 같이 간략하게 쓸 수 있다.
{\displaystyle {\mathcal {L}}_{\mathrm {int} }=-e\ {\boldsymbol {\bar {\Psi }}}\ \gamma ^{\mu }\ \left[\ Q_{\epsilon }\ A_{\mu }\;+\;{\frac {\left(\ Q_{\mathsf {w}}-2\ T_{3}\ \gamma ^{5}\ \right)}{\ 2\ \sin \left(\ 2\ \theta _{\mathsf {w}}\ \right)\ }}\;Z_{\mu }\ \right]\ {\boldsymbol {\Psi }}~,}
여기서
{\displaystyle Q_{\mathsf {w}}\;\equiv \;2\,\left(\,Q_{\boldsymbol {\mathsf {L}}}+Q_{\boldsymbol {\mathsf {R}}}\,\right)\;=\;2\,T_{3}-4\,Q_{\epsilon }\sin ^{2}\theta _{\mathsf {w}}~.}

## 같이 보기
- 약한 초전하
- 약한 아이소스핀
- Z 보손
- 약한 상호작용
- 중성 흐름

## 내용주
1. ↑  힉스 메커니즘 참조.
2. ↑  
중성미자에 대한 예외는 중성미자가 왼손형 및 오른손형 중첩으로 존재하지 않는다는 것을 암시하는데, 이는 틀릴 수도 있다. 이는 비활성 중성미자가 없다고 가정하기 때문이다. 비활성 중성미자가 있는지 없는지는 알려져 있지 않으며, 현재 입자 연구에서 여전히 조사 중인 질문이다.
3. ↑  
다른 위키백과 문서에서는 {\displaystyle g_{\mathsf {V}},} 약한 벡터 결합을 사용하는데, 이는 여기서 주어진 {\displaystyle ~Q_{\mathsf {w}}~}의 절반 크기이다.
4. ↑  
특히, 왼손형 페르미온 및 오른손형 반페르미온(둘 다 "올바른" 손성)에 대한 약한 아이소스핀이다. 약한 아이소스핀은 오른손형 페르미온 및 왼손형 반페르미온(둘 다 "잘못된" 손성, 즉 
W±
에는 "잘못된")에 대해 항상 0이다.
5. ↑  
{\displaystyle \,Q\,}는 관례적으로 전하의 기호로 사용된다. 아래첨자 {\displaystyle \ \epsilon \ }은 이 문서에서 약한 전하 {\displaystyle \ Q_{\boldsymbol {\mathsf {L}}}\ ,} {\displaystyle \ Q_{\boldsymbol {\mathsf {R}}}\ ,} 및 {\displaystyle \ Q_{\mathsf {w}}\ ,} 와 전하 {\displaystyle \ Q_{\epsilon }\ }의 여러 기호가 쉽게 혼동되지 않도록 추가된 것이다.